# 耶路·比路
耶路·比路（Yero Bello，1987年12月11日—），尼日利亞足球運動員，司職前鋒。
比路是一個以色列聯賽最好的前鋒。
他來到夏普爾海法前，曾被借到夏普爾拿撒勒工人和基爾史莫納夏普爾等小球會。
在2007/08賽季受傷之前，他是尼日利亞u21成員。

## 連結
- Stats （页面存档备份，存于） at ONE